# Zdeněk Tylšar
Zdeněk Tylšar (* 29. April 1945 in Vrahovice; † 18. August 2006) war ein tschechischer Hornist, Professor an der Fakultät für Musik der Akademie der musischen Künste in Prag, einer der bedeutendsten tschechischen Instrumentalisten des 20. Jahrhunderts.

## Biographie
Tylšar begann mit dem Hornspiel im Alter von zwölf Jahren und wurde 1958 am Konservatorium in Brünn in die Hornklasse von František Šolc aufgenommen. Seine musikalische Bildung hat er 1964 an der Janáček-Akademie der musischen Künste in Brünn abgeschlossen. Während seines Studiums war er im Orchester der Janáček Oper in Brünn tätig.
1965 wurde er als Hornist in der Tschechischen Philharmonie engagiert, wo er mehr als 40 Jahre lang wirkte und seit 1967 als Solohornist. Mit seinen Leistungen trug er wesentlich zum Weltruf des Orchesters bei.
Nach Erfolgen bei internationalen Wettbewerben in Prag, München und Genf begann auch seine Solistenkarriere. Er arbeitete mit dem London Chamber Orchestra, Kammerorchester der Wiener Symphoniker, Mozarteum-Orchester Salzburg zusammen und realisierte Tonaufnahmen (LP, CD) für die Label Pony, Canyon (beide heute Pony Canyon) und Supraphon. Sein Repertoire umfasste virtuose Hornkonzerte sowie eine Anzahl von neuen, ihm zugeschriebenen Werken.
Daneben war er auch kammermusikalisch tätig. Mit seinem Bruder Bedřich Tylšar machte er Schallplatten- und Rundfunkaufnahmen. Die Brüder gaben Konzerte mit zwei solistischen Hörnern (Rosetti, Haydn, Fiala, Reicha), in denen sich gut ergänzten. Zdeněk Tylšar arbeitete mit Munclingers Ars Rediviva, Collegium musicum Pragense, Collegium tripartitum, Solistes Européens Luxemburg zusammen.
Er war auch als Pädagoge tätig. In den 1970er Jahren wurde er einer der jüngsten Lehrer an der Fakultät für Musik der Akademie der musischen Künste in Prag (seit 1997 Professor). Er lehrte bei Meisterkursen und war Jury-Mitglied bei internationalen Interpretationswettbewerben in München, Osaka, Bonn.

## Preise
- 1969: München – Sonderpreis für Junge Teilnehmer
- 1962: Prager Frühling – 3. Preis
- 1968: Prager Frühling – Erster Preis